# Brujas yendo al Sabbath
Brujas yendo al Sabbath, es un cuadro del pintor español Luis Ricardo Falero, realizado en 1878. Se encuentra actualmente en una colección privada.

## Descripción

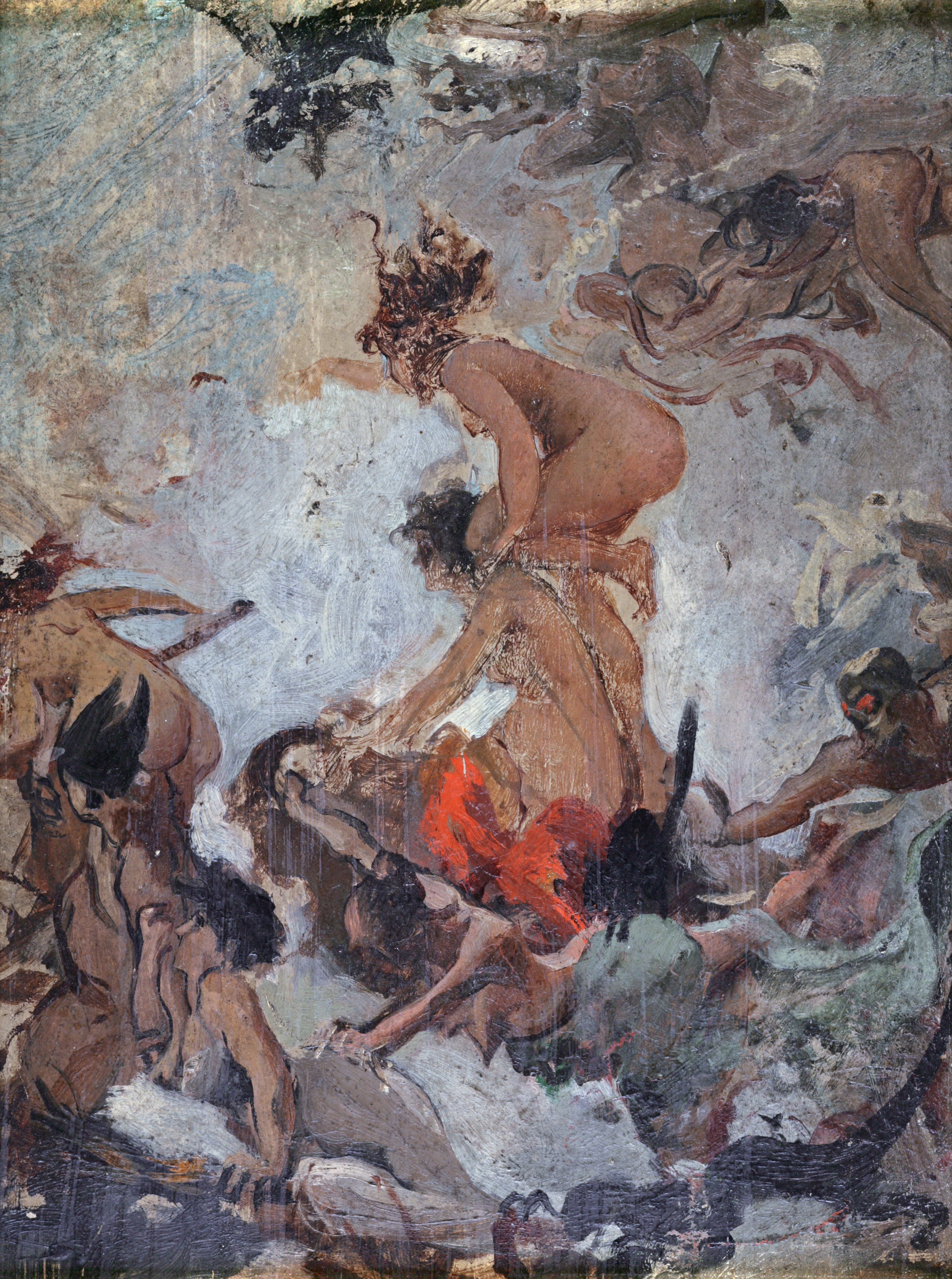
estudio de la obra

La pintura muestra un grupo de brujas, casi todas desnudas, en vuelo para ir a participar en un aquelarre, un lugar de encuentro donde se hacían rituales de magia negra y orgías. También aparecen otras criaturas relacionadas con la brujería, como un murciélago, una cabra y un gato negro. Entre las diversas figuras destaca un grupo en primer plano compuesto por dos brujas, una de las cuales va montada en una cabra y la otra es una vieja bruja que se agarra a uno de los cuernos de la cabra y se apoya en una joven bruja de cabellos rojos (la cual a su vez se agarra a un brujo). En la parte derecha del cuadro hay otras tres criaturas siniestras: el esqueleto de un pelícano (un símbolo de muerte en la tradición egipcia) y un esquelético cadáver humano viviente y una salamandra (un espíritu del fuego según los alquimistas).
La obra sigue una disposición en espiral, debida al ritmo giratorio de los personajes sobre el fondo.
El cuadro tiene tonos muy uniformes y, a pesar de estar ambientado por la noche, hay mucha luz, gracias a la Luna.
Falero era conocido por sus pinturas que representaban a las brujas de manera sensual, a menudo dibujadas a horcajadas en sus escobas, y este cuadro le da al espectador una sensación de éxtasis debido al vuelo giratorio de las mujeres. Tales pinturas tuvieron un gran éxito en la Inglaterra victoriana, dado que el público estaba interesado en los temas esotéricos y ocultistas, apreciados por el gusto decadente.